# Norská korejská medaile
Norská korejská medaile (norsky Den norske Koreamedalje) je norské vyznamenání založené roku 1955. Udílena byla za službu v Koreji příslušníkům NORMASH.

## Historie a pravidla udílení
Medaile byla založena dne 29. dubna 1955 králem Haakonem VII. Byla udílena příslušníkům norské polní nemocnice, kteří sloužili během války v Koreji. Podmínkou byla minimálně dvouměsíční služba v norské mobilní armádní chirurgické nemocnici. Celkem bylo uděleno 612 medailí.

## Popis medaile
Medaile kulatého tvaru o průměru 33 mm je vyrobena z bronzu. Na přední straně je norský státní znak. Na zadní straně jsou tři vlajky. Nahoře je norská válečná vlajka, pod ní vlajka OSN a vespod korejská vlajka. Všechny vlajky jsou umístěny nad vavřínovým věncem. Při vnějším okraji je nápis NORSK • FELTSYKEHUS • KOREA • 1951–1954. Medaile byla vyráběna zlatnickou firmou J. Tostrup v Oslu.
Stuha je červená s pruhy bílé a modré barvy lemujícími oba okraje.